# 1101
Năm 1101 là một năm trong lịch Julius.